# Fritz Goergen
Fritz Goergen, geboren als Fritz Fliszar (* 31. Dezember 1941 in Niklasdorf, Steiermark), ist ein deutsch-österreichischer Publizist und Berater für Strategische Kommunikation und Kommunikationsstrategien.

## Leben
Fliszar studierte in Graz und wurde Mitglied der Grazer akademischen Burschenschaft Arminia. Er lebte seit 1966 in Nordrhein-Westfalen, 1975 wurde er deutscher Staatsangehöriger. Fliszar war zwischen 1975 und 1979 stellvertretender sowie bis 1983 Bundesgeschäftsführer der FDP, von 1982 bis 1992 Vorsitzender der Geschäftsführung der Friedrich-Naumann-Stiftung und deren Geschäftsführender Vorstand bis 1995. Von 1988 bis 1990 war er Mitglied im FDP-Bundesvorstand. Er heiratete 1998 und nahm den Familiennamen seiner Frau Barbara Goergen an. Goergen lebte 2011 bis 2016 in Schweiz und kehrte dann nach Österreich zurück.
Goergen leitete 1999 die FDP-Wahlkampagne „Werkstatt 8“ im Wahlkampf vor der Landtagswahl NRW im Mai 2000, bei der sich die FDP von 4,0 auf 9,8 Prozent der Stimmen verbessern konnte. Als Strategieberater konzipierte er 2001 für Jürgen Möllemann die „Strategie 18“. Er wurde vor der Bundestagswahl am 22. September 2002 Strategieberater von FDP-Spitzenkandidat Guido Westerwelle und trat nach dieser Wahl aus der FDP aus. Seitdem arbeitet Goergen als freier Kommunikationsberater, Publizist und Medienkritiker, zunächst in Köln, später in der Schweiz und in Österreich. 
Er publiziert u. a. im Monatsmagazin eigentümlich frei und in dem Magazin Tichys Einblick, einer Online- und Printzeitung des Publizisten Roland Tichy, wo er die Kolumne Goergens Feder schreibt.

## Schriften
- Sind Parteien korrupte Organisationen? In: Hans Herbert von Arnim (Hrsg.): Korruption und Korruptionsbekämpfung. Beiträge auf der 8. Speyerer Demokratietagung, Duncker & Humblot, Berlin 2007, S. 35–42.
- Strategie 18? Nur Spuren im Sand. In: Axel Balzer, Marvin Geilich, Shamim Rafat (Hrsg.): Politik als Marke – Politikvermittlung zwischen Kommunikation und Inszenierung, Lit-Verlag, Münster 2005, S. 229–237.
- Skandal FDP. Selbstdarsteller und Geschäftemacher zerstören eine politische Idee, Brunomedia, Köln 2004.
- Jede Masse Klasse. Vom Aussterben der Arbeitslosigkeit, Universum-Verlag, Wiesbaden 1999.
- Bürger oder Untertan – Tertium non datur! In: Georgios Chatzimarkakis, Holger Hinte (Hrsg.): Freiheit und Gemeinsinn – Vertragen sich Liberalismus und Kommunitarismus?, Lemmens, Bonn 1997, S. 106–133.
- zusammen mit Detmar Doering (Hrsg.): Freiheit: die unbequeme Idee. Argumente zur Trennung von Staat und Gesellschaft, Deutsche Verlags-Anstalt, Stuttgart 1995.